# Alice de Champanhe
Alice de Champanhe (francês: Alix; c. 1193 - 1246) foi a rainha consorte de Chipre de 1210 a 1218, regente de Chipre de 1218 a 1223, e de Jerusalém de 1243 a 1246. Era a filha mais velha da Rainha Isabel I de Jerusalém e com o conde Henrique II de Champanhe. Em 1210, Alice casou-se com seu meio-irmão, o rei Hugo I de Chipre, recebendo o condado de Jafa como dote. Após a morte de seu marido em 1218, ela assumiu a regência de seu filho, o rei Henrique I. Com o tempo, ela começou a buscar contatos nos condados de seu pai na França para reforçar sua reivindicação de Champanhe e Brie contra seu primo, Teobaldo IV. No entanto, os reis da França nunca reconheceram sua reivindicação.
Após uma disputa com Filipe de Ibelim, bailio de Chipre em 1223, ela deixou a ilha. Ela se casou com Boemundo, herdeiro aparente do Principado de Antioquia e do Condado de Trípoli, mas seu casamento foi anulado por causa do parentesco. Ela reivindicou o Reino de Jerusalém contra o infante Conrado (filho de sua sobrinha, a Rainha Isabel II de Jerusalém e do Sacro Imperador Romano, Frederico II), que estava ausente do reino em 1229, mas o Supremo Tribunal de Jerusalém rejeitou sua reivindicação . Quando seu filho atingiu a maioridade em 1232, Alice abdicou de sua regência e partiu para a França para reivindicar Champanhe e Brie. Posteriormente, ela renunciou à sua reivindicação e voltou para a Terra Santa.
Em 1240, ela se casou com Raul de Nesle, que tinha cerca de metade de sua idade na época. A Suprema Corte de Jerusalém proclamou Alice e seu marido regentes de Conrado em 1243, mas seu poder era apenas nominal. Raul de Nesle deixou o reino, e Alice, antes do final do ano. Alice manteve a regência até sua morte em 1246.

## Primeiros anos
Alice, nascida por volta de 1193, era a filha mais velha da rainha Isabel I de Jerusalém e de seu terceiro marido, o conde Henrique II de Champanhe. Seu pai e o senhor de Chipre, Amalrico de Lusinhão, concordaram que o filho sobrevivente mais velho de Amalrico se casaria com a filha sobrevivente mais velha de Henrique, estipulando que ela receberia o condado de Jafa como dote. Henrique morreu no Acre em 10 de setembro de 1197, quando caiu de uma torre em seu palácio. Um mês após sua morte, sua viúva (a mãe de Alice) casou-se com Amalrico, que havia sido recentemente coroado rei de Chipre.
Antes de sua partida para a Terra Santa, Henry legou os condados de Champanhe e Brie a seu irmão, Teobaldo, caso morresse sem descendência. Embora Alice e sua irmã mais nova Filipa tenham sobrevivido ao pai, o rei Filipe II de França investiu seu tio, Teobaldo III, com Champanhe e Brie em janeiro de 1198. Teobaldo III morreu em 24 de maio de 1201, deixando Champanhe e Brie para seu filho póstumo, Teobaldo IV, sob a regência de Branca de Navarra, que era viúva de Teobaldo III e mãe de Teobaldo IV. A posição de Teobaldo IV não era segura porque Alice e Filipa, ambas nascidas enquanto seu pai era conde, podiam desafiar o direito de um filho póstumo governar os condados.
O rei Amalrico morreu em 1.º de abril de 1205 e logo foi seguido pela mãe de Alice, a rainha Isabel. Maria, a filha de quatorze anos de Isabel com seu segundo marido, Conrado de Monferrato, subiu ao trono enquanto o meio-irmão de Isabel, João de Ibelim, tornou-se regente do reino. Como a meia-irmã mais velha da nova rainha, Alice tornou-se sua herdeira presuntiva. Ela foi colocada sob a tutela de sua avó materna, a rainha viúva Maria Comnena.